# Parafia Błogosławionej Poznańskiej Piątki w Poznaniu
Parafia Błogosławionej Poznańskiej Piątki w Poznaniu – parafia rzymskokatolicka należąca do dekanatu Poznań-Stare Miasto. Erygowana 1 października 2013 roku przez abp. Stanisława Gądeckiego. Wydzielona została w całości z parafii pw. Świętej Trójcy w Poznaniu. Terytorialnie obejmuje południową część Dębca.
Pierwszym proboszczem nowo ustanowionej parafii został ks. Jacek Rogalski.